# Pseudoropica punctatostriata
Pseudoropica punctatostriata är en skalbaggsart som beskrevs av Stefan von Breuning 1968. Pseudoropica punctatostriata ingår i släktet Pseudoropica och familjen långhorningar.
Artens utbredningsområde är Madagaskar. Inga underarter finns listade i Catalogue of Life.